# Strażnica WOP Ługi Górzyckie
Strażnica WOP Ługi Górzyckie – podstawowy pododdział graniczny Wojsk Ochrony Pogranicza pełniący służbę ochronną na granicy polsko-niemieckiej.

## Formowanie i zmiany organizacyjne
Strażnica została sformowana w 1945 w strukturze 10 komendy odcinka Górzyca jako 50 strażnica WOP - Górzyca północ (Kietserbusch) o stanie 56 żołnierzy. Kierownictwo strażnicy stanowili: komendant strażnicy, zastępca komendanta do spraw polityczno-wychowawczych i zastępca do spraw zwiadu. Strażnica składała się z dwóch drużyn strzeleckich, drużyny fizylierów, drużyny łączności i gospodarczej. Etat przewidywał także instruktora do tresury psów służbowych oraz instruktora sanitarnego. 
Od 15 marca 1954 wprowadzono nową numerację strażnic, a strażnica WOP Ługi Górzyckie III kategorii otrzymała nr 48 w skali kraju.

## Dowódcy strażnicy
- por. Leopold Śmiech (17.10.1945-?)
- por. Franciszek Żukowski (?-1948)
- st. sierż. Stanisław Zdanowicz (był w 1951-1952)
- ppor. Józef Trun (?-1952)
- por. Stanisław Milcz (1952-1954)
- ppor. Leon Szarata (1954-1955)
- por. Stanisław Gwizdek (1955-1957)

Wykaz dowódców strażnicy podano za Józef Ostrowski: Lubuska Brygada Wojsk Ochrony Pogranicza 1945-1989. Ludzie - wydarzenia. s. 6.
- ppor.Franciszek Zukowski
- ppor. Mieczysław Maliszewski